# Jan Meesters (Nederlands politicus)
Jan Meesters (Steenwijk, 2 september 1850 - Steenwijk, 5 januari 1904) was een Nederlands politicus.
Meesters was een liberaal afgevaardigde voor het district Steenwijk in de Tweede Kamer; van de hoofdplaats van dat district was hij van 1888 tot 1899 lid van de gemeenteraad en van 1899 tot 1904 burgemeester. Voordien was hij net als zijn vader (J.R. Meesters) eigenaar van een leerlooierij. Zijn vader was eveneens burgemeester en Tweede Kamerlid. In de Kamer hield hij zich met landbouw en waterstaat bezig, in het bijzonder met betrekking tot Overijssel.